# Liste der Einträge im National Register of Historic Places im Shackelford County
Die Liste der Registered Historic Places im Shackelford County führt alle Bauwerke und historischen Stätten im texanischen Shackelford County auf, die in das National Register of Historic Places aufgenommen wurden.

## Aktuelle Einträge
| Lfd. Nr. | Name                                                          | Bild | Datum der Eintragung | Adresse/Lage                                                    | Ort          | ID       | Beschreibung |
| -------- | ------------------------------------------------------------- | ---- | -------------------- | --------------------------------------------------------------- | ------------ | -------- | ------------ |
| 1        | Fort Griffin Brazos River Bridge                              |      | 16. Okt. 1979        | NE of Fort Griffin                                              | Fort Griffin | 79003006 |              |
| 2        | Fort Griffin                                                  |      | 11. März 1971        | 15 mi. N of Albany on U.S. 283                                  | Albany       | 71000962 |              |
| 3        | Hubbard Creek Bridge                                          |      | 10. Okt. 1996        | FM 601, 7.5 mi. E of Jct with TX 6                              | Albany       | 96001105 |              |
| 4        | Shackelford County Courthouse Historic District               |      | 30. Juli 1976        | Roughly bounded by S. 1st, S. 4th, S. Jacobs, and S. Pecan Sts. | Albany       | 76002065 |              |
| 5        | State Highway 23 Bridge at the Clear Fork of the Brazos River |      | 10. Okt. 1996        | US 283, 2.3 mi. S of Throckmorton Cnty. Line                    | Albany       | 96001106 |              |